# Estat triplet

Exemples d'àtoms en estats singlet, doblet, i triplet.

En física i química quàntica s'anomena triplet un sistema amb tres valors d'espín possibles. Pot consistir en un bosó W o Z amb espín de valor 1, dos fermions idèntics amb espín 1/2, o més de dues partícules en un estat amb espín total 1 (com els electrons d'una molècula d'oxigen).